# Cordilura marginata
Cordilura marginata är en tvåvingeart som först beskrevs av Malloch 1931.  Cordilura marginata ingår i släktet Cordilura och familjen kolvflugor. Inga underarter finns listade i Catalogue of Life.